# Jack di cuori
Jack di cuori (Jack of the Red Hearts) è un film del 2015, diretto da Janet Grillo e scritto da Jennifer Deaton.

## Trama
Jack è una ragazza orfana di diciotto anni che, dopo essere cresciuta in orfanotrofio e per strada, ha come unico desiderio quello di ottenere la custodia legale di sua sorella Coke. Poiché ciò viene concesso solo a coloro che dispongono di un'entrata di denaro fissa, decide di trovare un lavoro a breve scadenza; si impossessa così del curriculum di una terapista, Donna, e assume la sua identità. Jack è così assunta dai genitori di una ragazzina autistica, Glory, con lo scopo di farle superare un esame che le avrebbe permesso l'ingresso in un prestigioso istituto, dove il suo disturbo sarebbe potuto essere in parte curato.
Sebbene inizialmente Jack voglia restare solo per due settimane, la ragazza comincia a trovare il suo lavoro stimolante e ad affezionarsi a Glory, la quale ha la stessa età della sua sorellina; studiando e inventando varie tecniche, riesce così a fare con Glory numerosissimi progressi. Contemporaneamente, Jack inizia a confidarsi con la madre di Glory, Kay, tanto da dirle che era rimasta orfana dopo che la madre era morta di cancro; si innamora infine di Robert, suo coetaneo e fratello maggiore di Glory. A un certo punto, vengono tuttavia scoperte le bugie che la ragazza aveva detto per ottenere il lavoro e contemporaneamente a Jack viene detto che Coke è stata affidata a un'altra famiglia. Poiché la famiglia di Glory si sente tradita e amareggiata, Jack è costretta alla fuga, sapendo che sarebbe stata di sicuro arrestata.
Il giorno in cui Glory deve sostenere l'esame, un colloquio con la direttrice dell'istituto e una psicologa specializzata, la ragazzina non proferisce parola e anzi scoppia in una crisi isterica. Tuttavia, poco dopo arriva Jack, con lo scopo di terminare il percorso che aveva intrapreso con Glory; la presenza di Jack calma la ragazza: non solo infatti supera l'esame in modo brillante, ma riesce anche a colpire le due esaminatrici. Uscita dalla struttura, avendo precedentemente deciso di costituirsi, Jack si fa arrestare dalla polizia; decide inoltre di impiegare il tempo in carcere per studiare psicologia e diventare davvero una terapista. I genitori di Glory perdonano così la ragazza e la confortano, affermando che l'avrebbero aiutata a risolvere ogni cosa; mentre è condotta in auto verso la centrale, Jack si mette a osservare il cielo, nello stesso modo in cui Glory era solita farlo.

## Distribuzione
Il film è stato distribuito negli Stati Uniti il 26 febbraio 2016, in distribuzione limitata; in Italia la pellicola è stata direttamente trasmessa in televisione, su Cine Sony, il 26 dicembre 2018.

### Edizione italiana
I dialoghi italiani della pellicola sono stati adattati da Gianluca Solombrino.